# Melisma
Nella musica vocale viene detto melisma (dal greco: μέλος, melos, "aria, melodia, canto") quel tipo di ornamentazione melodica che consiste nel caricare su una sola sillaba testuale un gruppo di note ad altezze diverse. La vocale della sillaba viene emessa per corrispondenza con le varie note, e quindi cantata modulando l'intonazione, ma in linea di principio senza interrompere l'emissione vocale. Il melisma viene solitamente impiegato con funzione espressiva, oltre che virtuosistica.
Viene talvolta chiamato anche jubilus, ma lo jubilus esprime il sentimento ed il melisma è più propriamente la sua realizzazione melodica.

## Il melisma nella musica occidentale
Esiste una lunga tradizione legata all'utilizzo frequente di melismi, anche composti di molte note. La musica con queste caratteristiche viene detta melismatica, in contrapposizione con la musica in stile cosiddetto sillabico, in cui ad ogni nota corrisponde una sillaba.
Nella musica occidentale un esempio notabile di stile melismatico è il canto gregoriano, ma svariati esempi si possono trovare anche nella musica profana e in quella di altre culture.
Sebbene si possano trovare melismi anche nella musica moderna e contemporanea, di solito questi comprendono non più di 2-3 note e comunque sono rari i brani che ne prevedono un uso intenso. Questo non riguarda la musicalità del flamenco che invece vi ricorre spesso per sottolineare il testo. In tal senso il flamenco è una forma di canto che sottolinea la parola.

## Il melisma nella liturgia ebraica
Nella tradizione ebraica il melisma è ancora usato nella lettura della Torah e nello sviluppo della liturgia.
Nel Testo masoretico i primi melismi compaiono a partire dal VII secolo.
I Teamim (ebraico טַעֲמֵי הַמִּקְרָא, ta'amei ha-mikra o breve טעמים te'amim, singolare טַעַם, enfasi ta'am, yiddish טראָפּ trop, in tedesco anche trope) sono allo stesso tempo segni di accento, segni di interpunzione e segni per i melismi. Sono presenti nel testo masoretico della Bibbia ebraica, oltre alle consonanti e alle vocali, e definiscono la recitazione musicale nel culto ebraico. I Teamim sono stati sviluppati e definiti dai Masoreti nell'alto Medioevo. Alcuni di questi segni sono stati utilizzati anche nei manoscritti medievali della Mishnah.

## Il melisma nel canto gregoriano
Nel canto gregoriano il melisma è un modo di ornamentazione estremo dalla storia antichissima, dove su una sola sillaba vengono sviluppati numerosi neumi che possono comprendere parecchi incisi.
In un pezzo di canto gregoriano lo stile melismatico amplifica una sillaba con dei neumi composti che possono essere costituiti da pochi elementi neumatici fino a una frase musicale completa.
Il melisma ha un preciso significato liturgico: quello liturgico è un linguaggio celeste che esprime la gioia eterna e divina. Questa gioia è inesprimibile e, per liberarla dall'imperfezione delle parole, viene rappresentata da un lungo melisma melodico privo di testo. Sant'Agostino insegnava: "Chi gioisce non può esprimersi con parole".
I melismi si riscontrano in particolari pezzi della messa come nell'Alleluia o nel Kyrie e denotano un'origine antica.
Esempio di Alleluia: Vigilia di Natale:
Il canto "Alleluia Pascha Nostrum" 

Esempio di stile melismatico: ultima ripresa del Kyrie "Fons bonitatis":
Le parole iniziali del Kyrie eleison